# Denning (Arkansas)
Denning es un pueblo ubicado en el condado de Franklin en el estado estadounidense de Arkansas. En el Censo de 2010 tenía una población de 314 habitantes y una densidad poblacional de 111,84 personas por km².

## Geografía
Denning se encuentra ubicado en las coordenadas 35°25′31″N 93°45′25″O / 35.42528, -93.75694. Según la Oficina del Censo de los Estados Unidos, Denning tiene una superficie total de 2.81 km², de la cual 2.81 km² corresponden a tierra firme y (0%) 0 km² es agua.

## Demografía
Según el censo de 2010, había 314 personas residiendo en Denning. La densidad de población era de 111,84 hab./km². De los 314 habitantes, Denning estaba compuesto por el 96.82% blancos, el 0.96% eran afroamericanos, el 0.32% eran amerindios, el 0% eran asiáticos, el 0% eran isleños del Pacífico, el 0.64% eran de otras razas y el 1.27% pertenecían a dos o más razas. Del total de la población el 2.23% eran hispanos o latinos de cualquier raza.